# ولفگانگ اوهل
ولفگانگ اول (متولد 6 اکتبر 1965 ) یک ژنرال آلمانی در نیروی هوایی بوندسوهر و معاون
بخش استراتژی نظامی، استقرار و عملیات در وزارت دفاع فدرال آلمان است.

## حرفه نظامی
اوهل در سال 1985 با شرکت هفتم هنگ آموزش نیروی هوایی 3 در راث به بوندسوهر پیوست و آموزش عمومی اولیه را در آنجا گذراند . سپس به عنوان افسر در خدمت نظامی در مدرسه افسری لوفت وافه در فورستنفلدبروک نزدیک مونیخ آموزش دید . پس از گذراندن دوره یک ساله افسری، اوهل از سال 1986 تا 1990 اقتصاد و علوم سازمانی را در دانشگاه Bundeswehr در هامبورگ خواند . اوهل پس از اتمام تحصیلات خود از سال 1990 تا 1991 به عنوان فرمانده دسته در گروهان شانزدهم هنگ آموزشی نیروی هوایی 1 در گوسلار استخدام شد . در این مدت او همچنین به عنوان مشاور ارتش ملی خلق به مدت سه ماه در جریان اتحاد مجدد آلمان مستقر شد . به دنبال آن یک دوره سه ساله به عنوان افسر جوانان تمام وقت در فرماندهی ناحیه دفاعی 72 در سول به پایان رسید . پس از آن، اوهل از سال 1994 تا 1996 فرمانده گروهان پنجم گردان گارد در زیگبورگ بود . از سال 1996 تا 1998، اوهل به عنوان افسر منظم در بازرسی نیروی هوایی استخدام شد . از سال 1998 تا 2000 او به عنوان افسر در خدمات ستاد کل (بازنشسته) در آکادمی فرماندهی بوندسوره در هامبورگ آموزش دید . یکی از همکاران در این دوره شامل اینگو گرهارتز بود که بعداً بازرس نیروی هوایی شد. اوهل که در آن زمان دارای درجه سرگردی بود ، دوره را در بالاترین سطح کلاس خود به پایان رساند و به همین دلیل با جایزه ژنرال هوزینگر مفتخر شد .
1. ↑  "Wolfgang Ohl". Wikipedia (به آلمانی). 2024-11-11.